# Mazda Neospace
La Mazda Neospace est un concept car du constructeur automobile japonais Mazda, présenté au salon de Francfort en 1999.
Il est dévoilé aux côtés du monospace MPV et du concept Nextourer. Son design, signée Bertone et sous la direction de Peter Birtwhistle, est celui d'une petite citadine polyvalente à capacité utilitaire.
Il adopte l'utilisation de sièges flottants modulables, de portières à ouverture antagonistes et son pare-chocs arrière peut servir de rampe.